# Stenus brunnipes
Stenus brunnipes är en skalbaggsart som beskrevs av Stephens 1833. Stenus brunnipes ingår i släktet Stenus, och familjen kortvingar. Arten är reproducerande i Sverige.